# Gerhard Rühm
Gerhard Rühm (12 de febrero de 1930) es un escritor, compositor y artista visual austriaco nacido en Viena. Estudió piano y composición en la Universidad de Música y Arte Dramático de Viena, produjo, en los años 50, lo que se llamó poesía sonora, poesía visual y los libros objeto, fue cofundador del Grupo de Viena al lado de Friedrich Achleitner, Hans Carl Artmann, Konrad Bayer y Oswald Wiener.
Sus principales influencias son: August Stramm, Kurt Schwitters, Gertrude Stein, Carl Einstein y Paul Scheerbart.
Entre 1972 y 1996 fue profesor de la Escuela de Bellas Artes de Hamburgo y desde 1968 hasta 1982 presidente de la Asamblea de autores en Graz. El 25 de enero de 2010 Rühm recibió el doctorado honoris causa por la Universidad de Colonia.

## Premios
- 1976 - Premio de Literatura de Austria
- 1977 - Premio Karl-Sczuka
- 1983 - Premio Radio Drama de la Guerra
- 1984 - Premio Literario de la Ciudad de Viena
- 1991 - Gran Premio del Estado Austriaco de Literatura
- 2007 - Alice Salomon premio de poesía

## Algunas de sus obras
- Gesammelte Werke. Obras Completas. Editado por Michael Fish. Parthas Verlag, Berlín 2005-2006.
- Band 1.1 und 1.2: gedichte. Tomo 1.1 y 1.2: poemas. Editado por Michael Fish. Parthas Verlag, Berlín 2005.
- Band 2.1: visuelle poesie. Tomo 2.1: la poesía visual. Editado por Monika Lichtenfeld. Parthas Verlag, Berlín 2006.
- Band 2.2: visuelle musik. Tomo 2.2: música visual. Editado por Monika Lichtenfeld. Parthas Verlag, Berlín 2006
- Band 5: theaterstücke. Tomo 5: obras de teatro. Editado por Michael Fish y Monika Lichtenfeld. Matthes & Seitz, Berlín 2010